# 伯內克

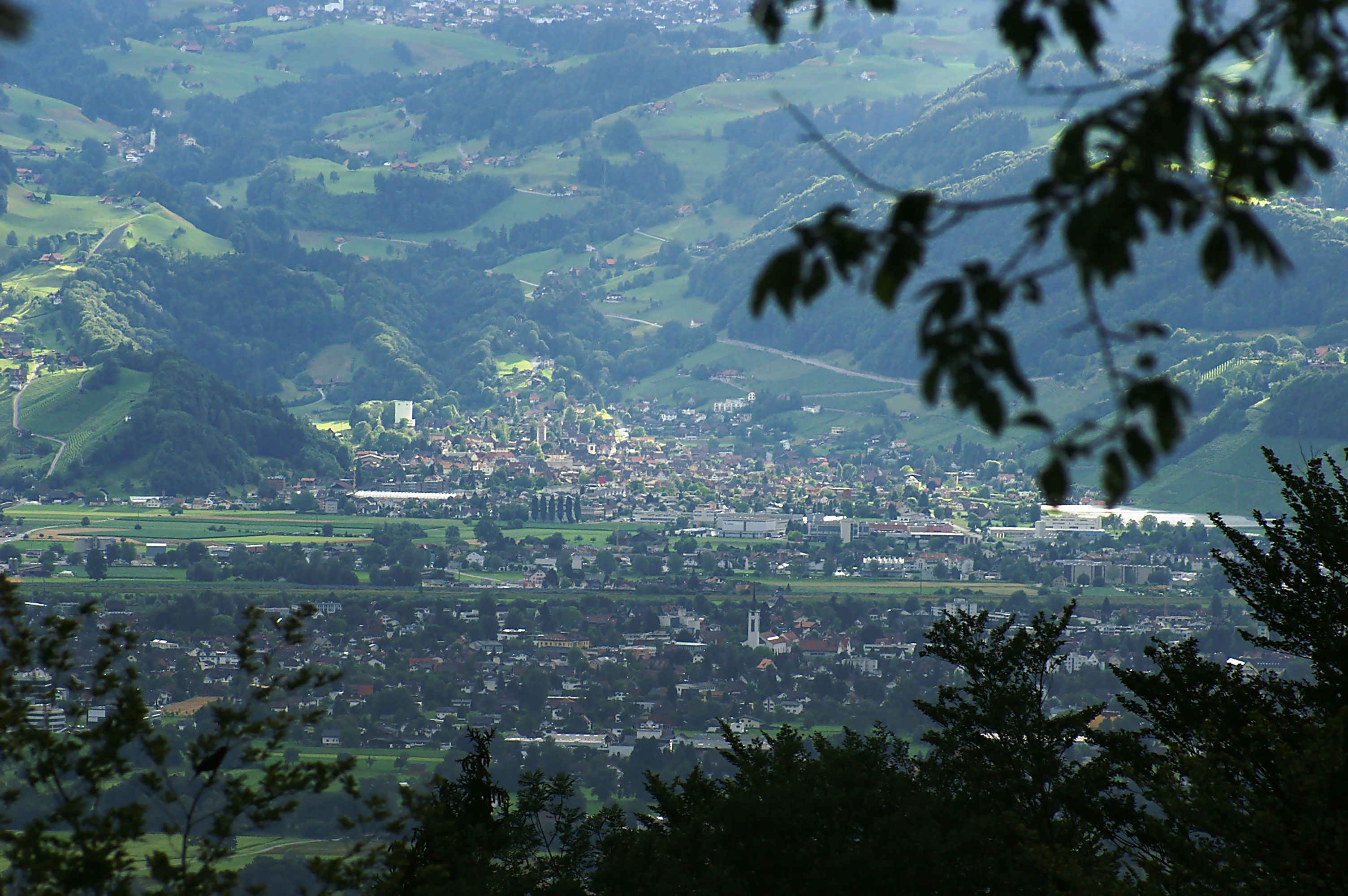

伯內克是瑞士的一个镇，位於該國東北部，由聖加侖州負責管轄，面積5.63平方公里，海拔高度404米，2011年人口3,687，一半人口信奉羅馬天主教，人口密度每平方公里655人。

## 外部連結
- Germeinde Berneck （页面存档备份，存于） Official website （德文）